# Eric Forman
Eric Albert Forman (* 5. března 1960) je fiktivní postava z televizního seriálu Zlatá sedmdesátá (1998–2006) stanice Fox, který se odehrává v letech 1976–1979. V seriálu ho ztvárnil herec Topher Grace (ve vzpomínkách ho jako třináctiletého ztvárnil Broc Benedict, v sedmi letech Brett Buford). Přátelé ho nejčastěji oslovují Ericu a nebo Formane. Jeho otec ho nenazve jinak než "blboune". Jeho tvůrcem je Mark Brazill, který vymyslel i většinu děje a postav seriálu pro dospívající. Většina děje se odehrává ve fiktivním městečku Point Place ve Wisconsinu, u něj doma, především v suterénu (ve sklepě).
Ericova rodina zahrnuje jeho milující matku Kitty Formanovou, přísného otce Reda Formana, který je válečným veteránem z války v Koreji a sestru Laurie Formanovou, promiskuitní blondýnu, která využívá svůj vzhled k tomu, aby dostala vše, co chce. Jeho nejlepší kamarád Steven Hyde, kterého oba rodiče opustili, se pak stal jeho nevlastním bratrem. Eric byl protagonista 1.-7. série, v 8. sérii se vůbec neobjevil (byl v Africe), jen v závěrečné epizodě "Silvestr 1979".

## Popis Erica
Jako hlavní postava 1.- 7.série zasáhl do většiny děje celého seriálu. Na začátku seriálu se objevil jako vychrtlý, společensky nevhodný šestnáctiletý kluk, který se vyrovnává s láskou k holce od vedle, Donně Pinciottiové. V této době Eric získal auto z roku 1969 "Oldsmobile Vista Cruiser" a jel s ním mimo město i přes zákaz svého přísného otce Reda. To udělalo na Donnu dojem a došlo k prvnímu polibku tohoto páru. Následující epizodu "Ericovy narozeniny", která se odehrávala 18. května 1976 (původně se měl Eric narodit v roce 1959) se Eric zabýval svým polibkem s Donnou. Snil o tom, že za ním Donna v noci přijde, sama se mu nabídne a vyspí se spolu. 
V následujících dílech mají Eric a Donna rande, vše se ale zkazilo, když si Donna objednala nápoj, ale nevěděla, že je v něm alkohol a byla opilá, což způsobilo Ericovi dost nepříjemných zážitků. Oba se domluvili, že si po plese pronajmou pokoj v nedalekém motelu a tam se spolu poprvé vyspí. Nakonec z toho však sešlo kvůli nechtěné pozornosti spolužáků, kteří na ně pořvávali, že se spolu vyspí a sledovali je oknem.
Ze začátku vztahu s Donnou (tajně se líbal s Veronicou Russellovou, spolužačkou jeho sestry Lorie) se musel Eric vypořádat se smrtí svojí babičky společně se svým otcem a kamarádem Hydem. 

### 8. série
Vzhledem k odchodu Tophera Grace ze seriálu na počátku 8. série, Eric už nebyl hlavním bodem seriálu, i když jeho postava stále zasahovala do děje – byl zmiňován doslova v každé epizodě. Po 7. sérii byl Eric poslán do Afriky kvůli učení, což nejvíc odnesla postava Kitty Formanová, jeho matka. Donna si mezitím začala s novou postavou Randym. Eric se v posledním díle 8.sérii vrátil z Afriky a dal se s Donnou zase dohromady. Společně pak s kamarády oslavil Silvestra 1979 a tím seriál končí.